# Erkki Tuomioja
Erkki Sakari Tuomioja (sinh ngày 1 tháng 7 năm 1946) là một chính trị gia người Phần Lan và là thành viên của Quốc hội Phần Lan. Từ năm 2000 đến năm 2007 và năm 2011 đến năm 2015, ông từng là Bộ trưởng Ngoại giao. Ông là Chủ tịch Hội đồng Bắc Âu năm 2008.
Tuomioja là một thành viên của Đảng Dân chủ Xã hội Phần Lan, mặc dù quan điểm chính trị của ông được cho là tả khuynh so với tư tưởng của đảng. Ông cũng là một thành viên của ATTAC. Trong quá khứ, Tuomioja đã hẹn hò với cựu tổng thống Phần Lan Tarja Halonen.
Tuomioja xuất thân từ một gia đình các chính trị gia. Cha của ông là Sakari Tuomioja là một chính trị gia và nhà ngoại giao tự do của người Phần Lan, cũng như đối thủ của Urho Kekkonen đối với những người bảo thủ và tự do trong các cuộc bầu cử tổng thống năm 1956. Bà ngoại của ông là Hella Wuolijoki, nhà văn và nhà hoạt động xã hội ở Estonia.
Tuomioja giữ bằng Thạc sĩ Khoa học Xã hội (1971) và Thạc sĩ Khoa học Kinh tế và Quản trị Kinh doanh (1974) của Trường Kinh tế Helsinki, cũng như Bằng Cử nhân Khoa học Xã hội (1980) và Tiến sĩ Khoa học Xã hội (1996) từ Đại học Helsinki. Ngoài tiếng Phần Lan, Tuomioja nói tiếng Thụy Điển, tiếng Anh, tiếng Pháp, tiếng Đức và tiếng Estonia.
Tuomioja là thành viên của Quốc hội Phần Lan 1970-1979 và 1991-hiện tại. Ông giữ chức vụ Bộ trưởng Bộ Thương mại và Công nghiệp trong chính phủ thứ hai của Lipponen, và trở thành Bộ trưởng Bộ Ngoại giao sau khi Tarja Halonen được bầu làm Tổng thống Phần Lan.
Tuomioja, giống như một số chính trị gia xã hội chủ nghĩa khác của Phần Lan ngày nay, đã tham gia vào cuộc chiếm đóng bất hợp pháp của Old Student House (Vanha ylioppilastalo) tại Helsinki vào ngày 25 tháng 11 năm 1968. Ông là thành viên của Ủy ban 100 chiến đoàn chống chiến tranh Phần Lan và tham gia Trong trường hợp được gọi là Erik Schüller, trong đó một nhóm học sinh đã kích động công khai chống lại bắt buộc cưỡng bức. Mặc dù chống lại chiến tranh, Tuomioja đã thực hiện nghĩa vụ quân sự bắt buộc của mình và là một trung sĩ sĩ quan bảo vệ.
Tuomioja là tác giả của nhiều cuốn sách. Miêu tả tinh tế của ông về bà ngoại của ông, Hella Wuolijoki và chị của cô, Salme Murrik, đã giành được giải thưởng Finlandia Không-Fiction năm 2006. Cuốn sách này ban đầu được viết bằng tiếng Anh và dịch sang tiếng Phần Lan là Häivähdys punaista
Tuomioja là một người vô thần công khai.